# Hiddensee

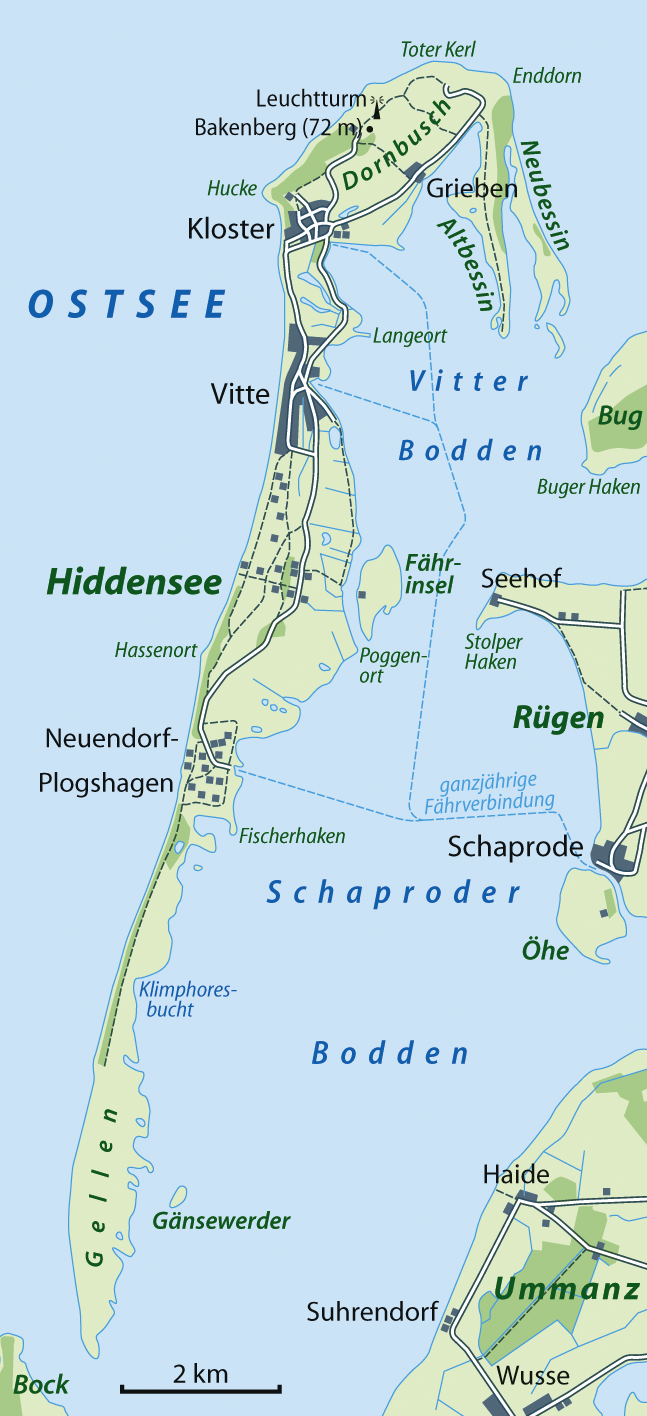
Kaart van Hiddensee

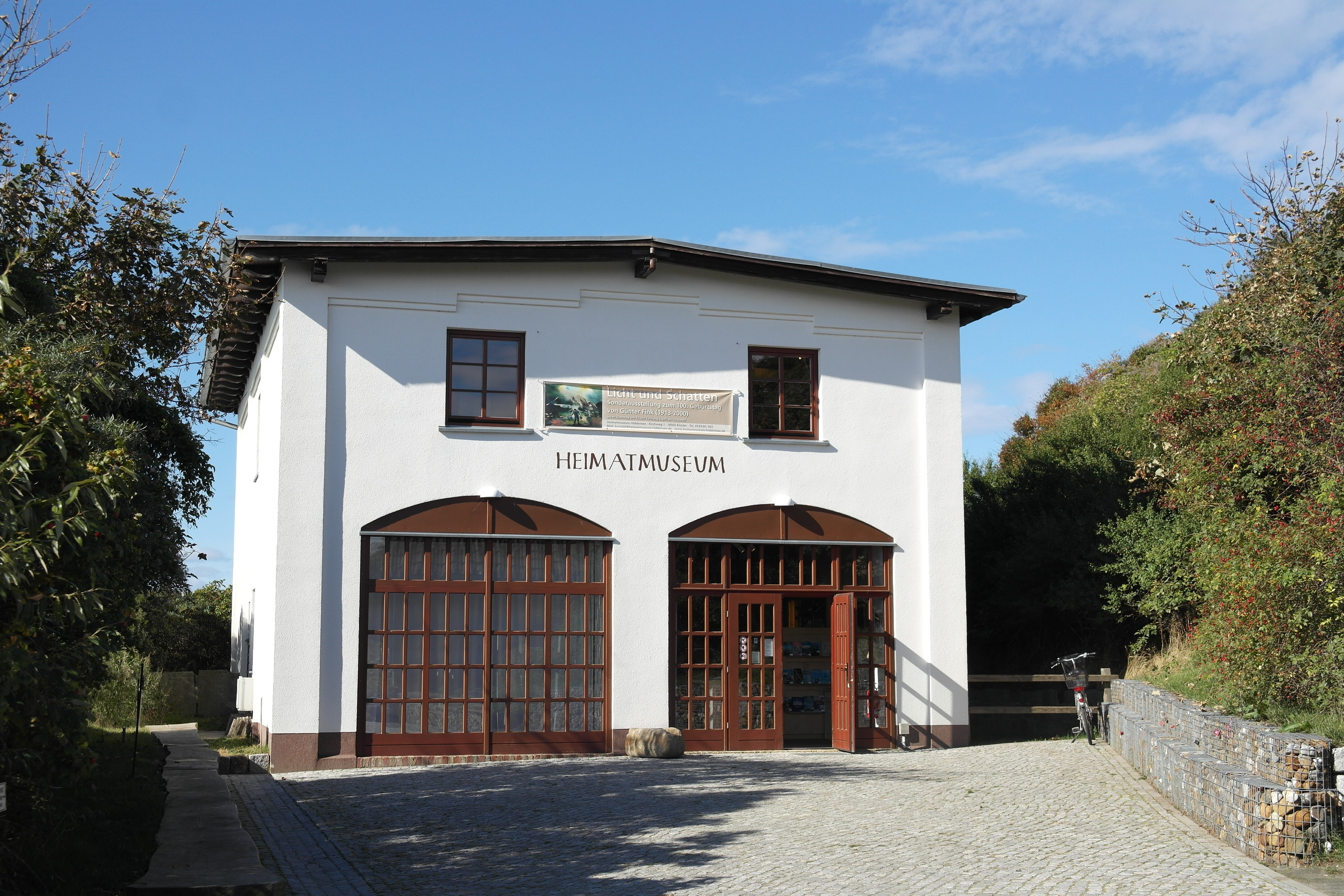
Heimatmuseum Hiddensee in Kloster

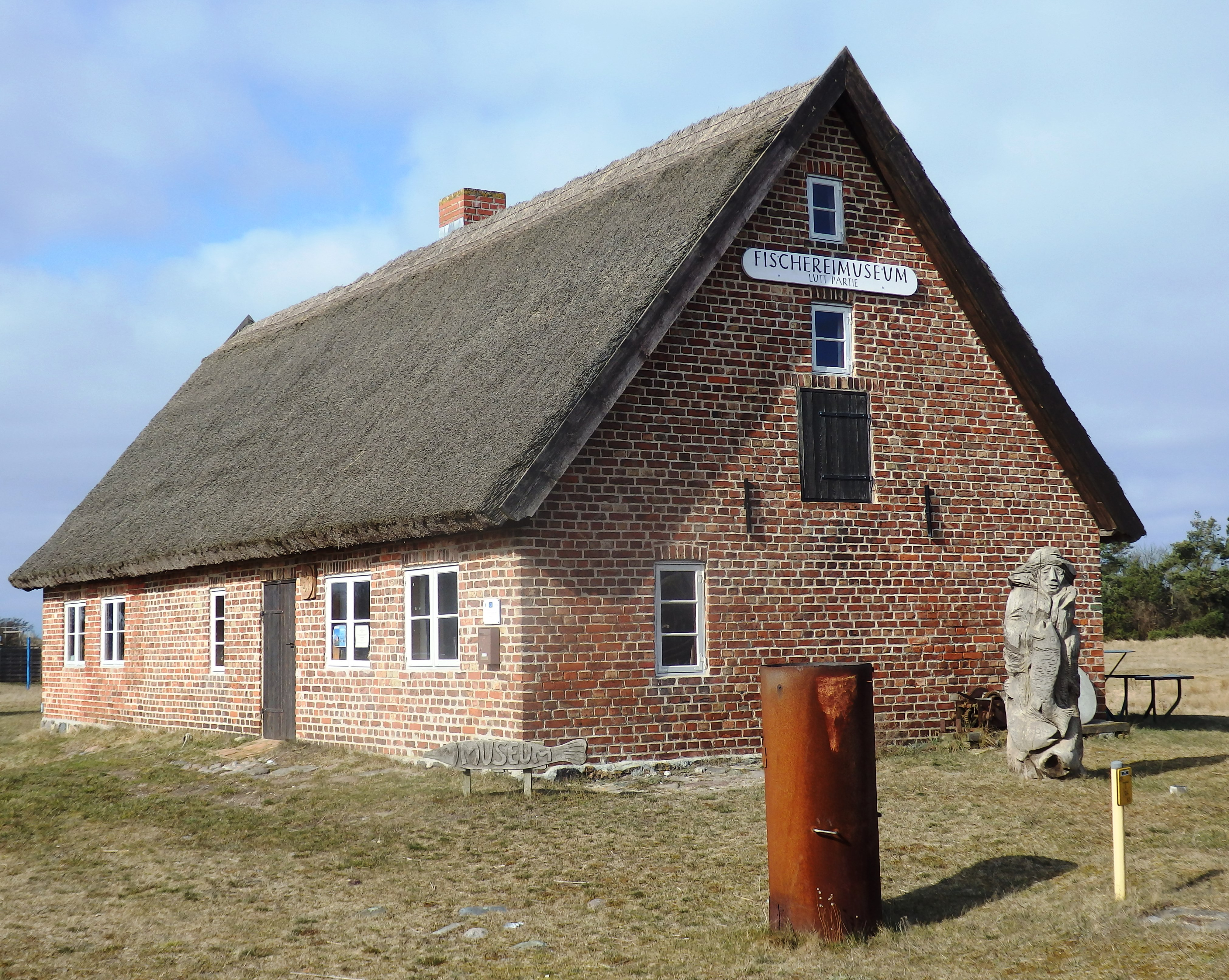
Fischereimuseum in Neuendorf

Hiddensee is een eiland in de Oostzee. Het behoort tot de Landkreis Vorpommern-Rügen in de Duitse deelstaat Mecklenburg-Vorpommern. Het vormt samen met vier andere eilanden (Fährinsel, Gänsewerder, Tedingsinsel en Plathe) de gemeente Insel Hiddensee. Hiddensee is vooral bekend vanwege de zandstranden en uitgestrekte natuurgebieden. Het voert sinds 1995 het officiële predicaat Seebad.

## Aardrijkskunde
Hiddensee ligt even ten westen van het veel grotere eiland Rügen. Het is langgerekt van vorm en ligt van het noorden naar het zuiden georiënteerd, ongeveer 16,8 km lang, op het smalste punt ongeveer 250 m en op het breedste punt ongeveer 3,7 km breed. Het eiland wordt van Rügen gescheiden door de Vitter Bodden in het noorden en de Schaproder Bodden in het zuiden. Het eiland heeft ongeveer het silhouet van een zeepaardje.
Delen van Hiddensee maken deel uit van het Nationaal Park Vorpommersche Boddenlandschaft, een belangrijk broedgebied voor diverse vogelsoorten. Het betreft de noordelijke landtongen Altbessin en Neubessin, samen Bessin, en de zuidelijke uitloper Gellen, die als natuurbeschermingsgebied niet voor publiek toegankelijk zijn, en de Dünenheide ten zuiden van het dorp Vitte. 
Het hoogste punt van het eiland is de 72,5 m hoge Bakenberg gevolgd door de 70 m hoge Schluckswiek, beide gelegen in de heuvelachtige Dornbusch vlak bij de noordpunt van het eiland. Op de Schluckswiek staat de vuurtoren Dornbusch. Op de Gellen in het zuiden staat een wat kleinere vuurtoren.

## Dorpen
Op Hiddensee liggen vier dorpen (Ortsteile):
- Grieben is het oudste, noordelijkste en kleinste dorp op Hiddensee en het enige zonder haven.
- Kloster dankt zijn naam aan een cisterciënzer klooster, dat van 1296 tot 1536 in de buurt van de huidige haven van het dorp stond. De tot de Evangelische Kerk in Duitsland behorende Inselkirche uit 1332 is er het laatste overblijfsel van. In het dorp staat ook de jugendstilvilla Lietzenburg, die de kunstschilder Oskar Kruse in 1904-1905 liet bouwen. Het Heimatmuseum Hiddensee is gevestigd in een voormalige reddingspost uit 1890.
- Vitte is de hoofdplaats en het meest centraal gelegen dorp op het eiland. Het werd voor het eerst in een oorkonde genoemd in 1513. De naam is afgeleid van Vit, een woord dat refereert aan een plaats waar vis wordt verkocht. Vitte telt een aantal bijzondere huizen: het ronde Karusel, het Landhaus Lehmann, het uit 1755 daterende Hexenhaus en de Blaue Scheune. Dit is het enige nog bestaande schoorsteenloze "Rauchhaus", waarbij de rook wegtrekt door kieren in het dak. Het huis diende in de jaren twintig als tentoonstellingsruimte van de Hiddensoer Künstlerinnenbund. In Vitte bevindt zich ook het Nationalparkhaus.
- Neuendorf is de zuidelijkste plaats op Hiddensee. Hoewel het slechts zes kilometer van Vitte vandaan ligt, spreken de inwoners een ander dialect. Zij worden door de andere eilanders betiteld als "Die Süder" (de zuiderlingen). In Neuendorf is het visserijmuseum gevestigd.

## Vervoer
Hiddensee is voor motorverkeer gesloten, behalve voor publieke diensten en landbouw. Hierdoor is het eiland feitelijk autovrij. Toeristen kunnen zich verplaatsen met de bus, de fiets, de paardenkar of lopend. Het eiland is door diverse veerdiensten verbonden met Schaprode op het eiland Rügen en met Stralsund op het vasteland. Er varen een langzame boot en een snelle watertaxi. Er zijn vaarverbindingen met Neuendorf, Vitte en Kloster.

## Foto's

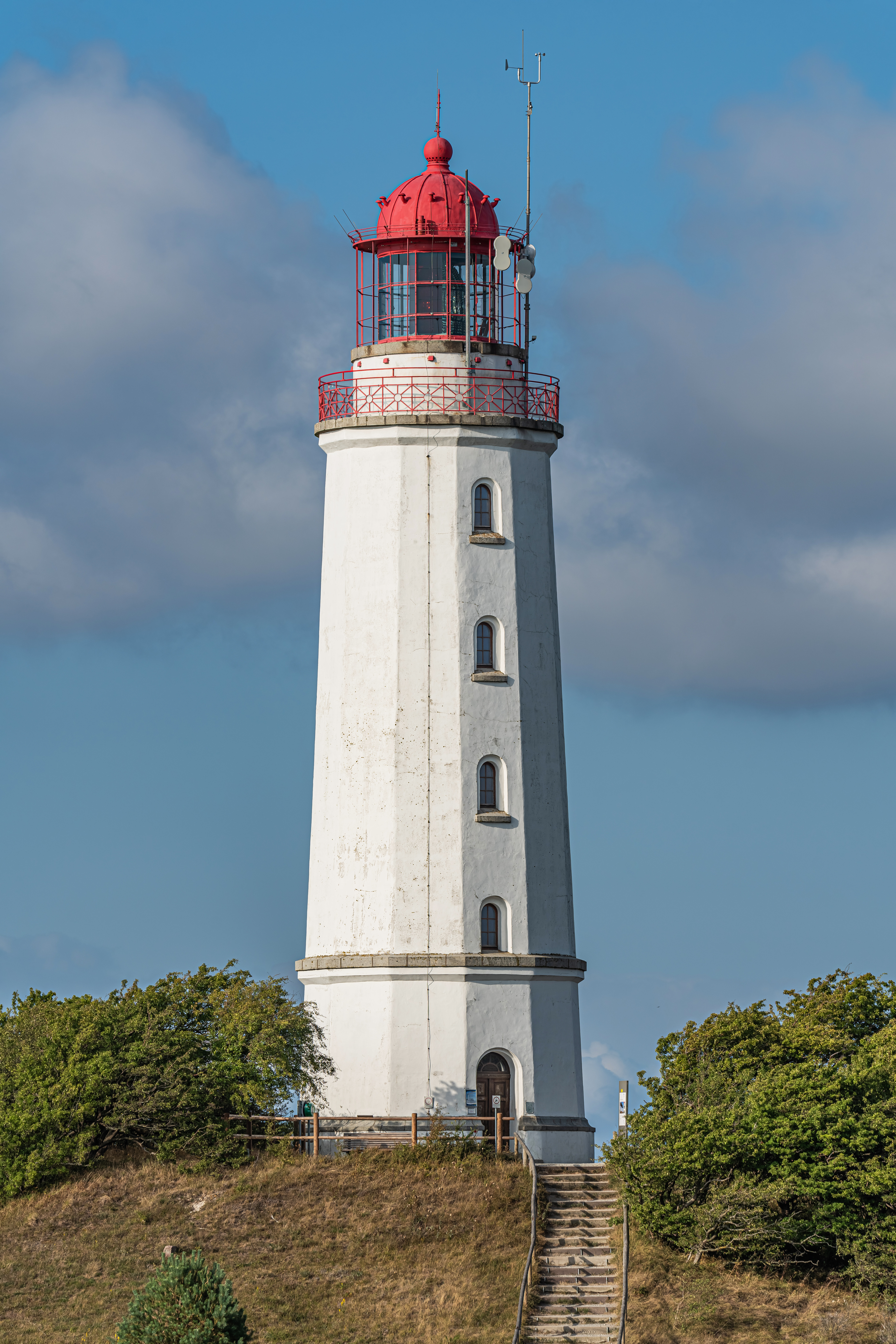
Dornbusch, vuurtoren
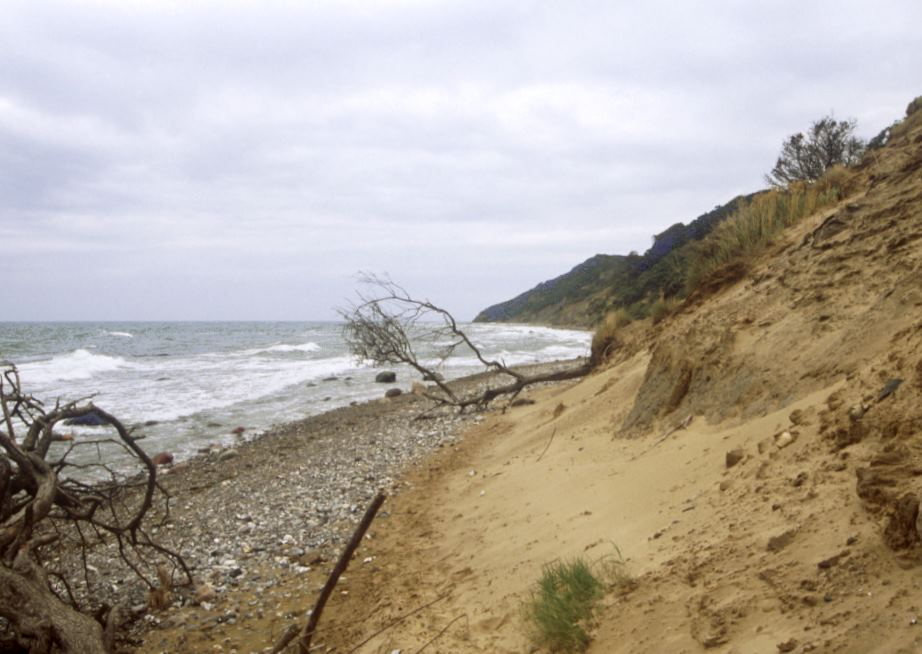
Steile kust bij Dornbusch
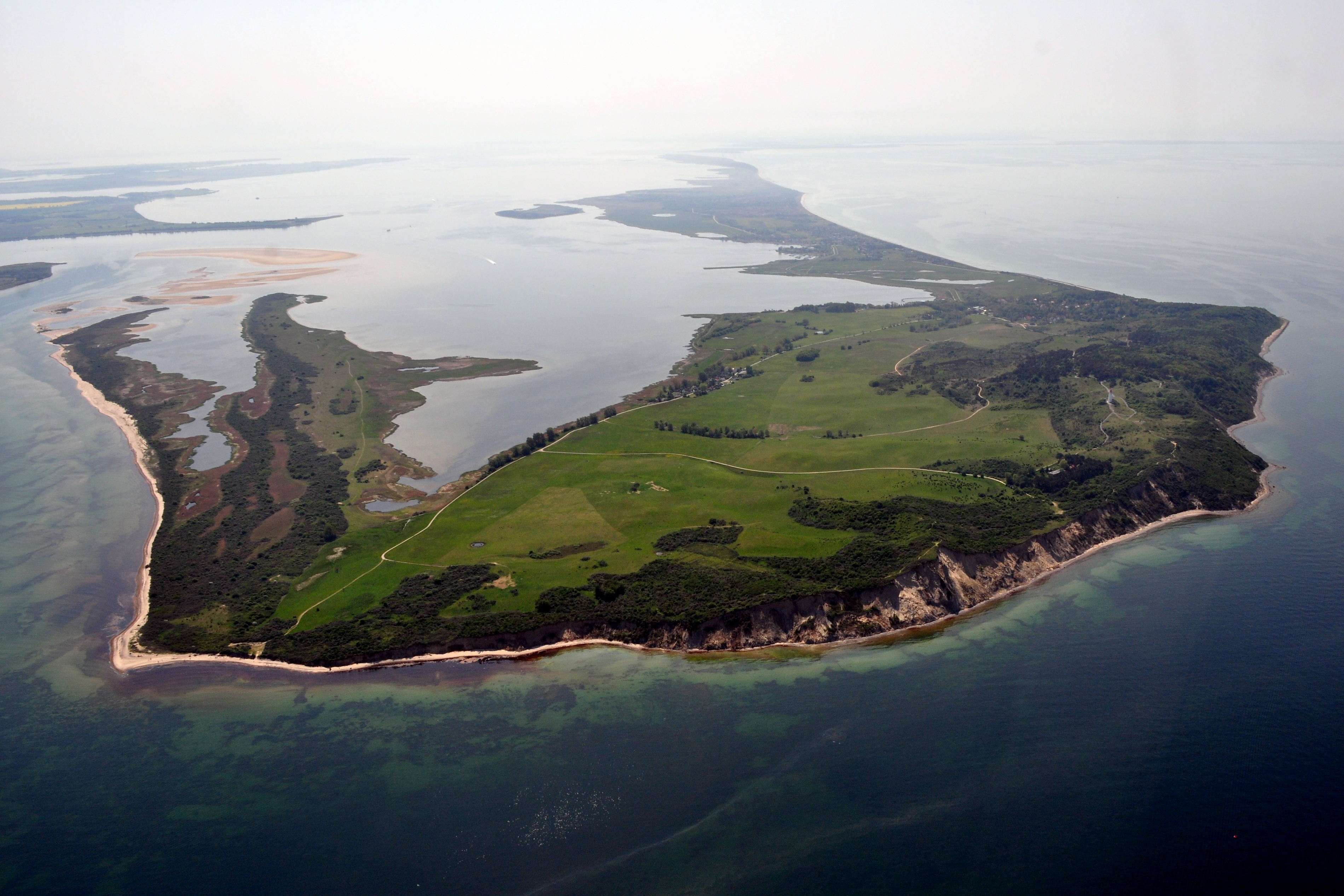
Hiddensee vanuit het noorden
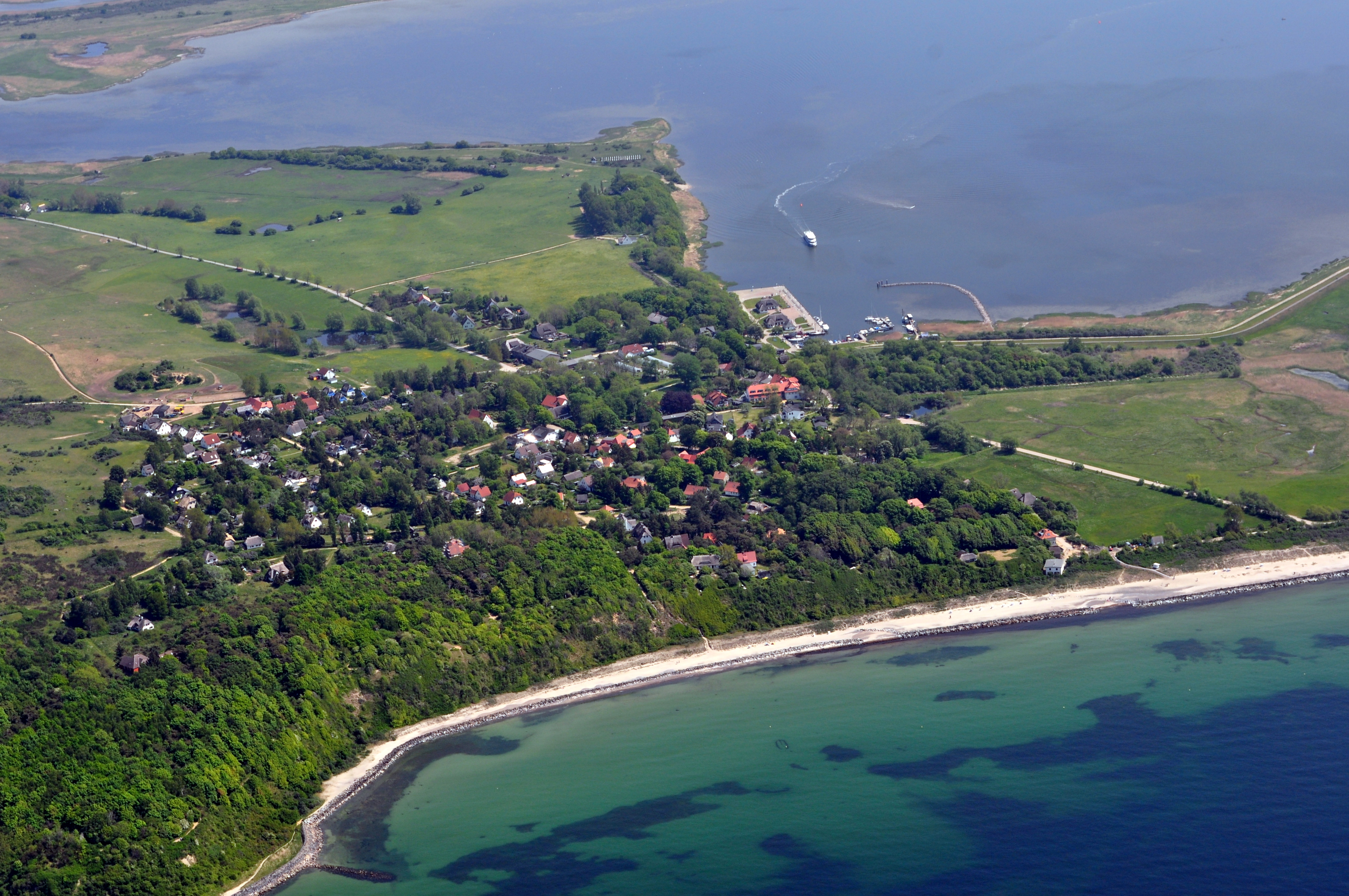
Kloster vanuit de lucht
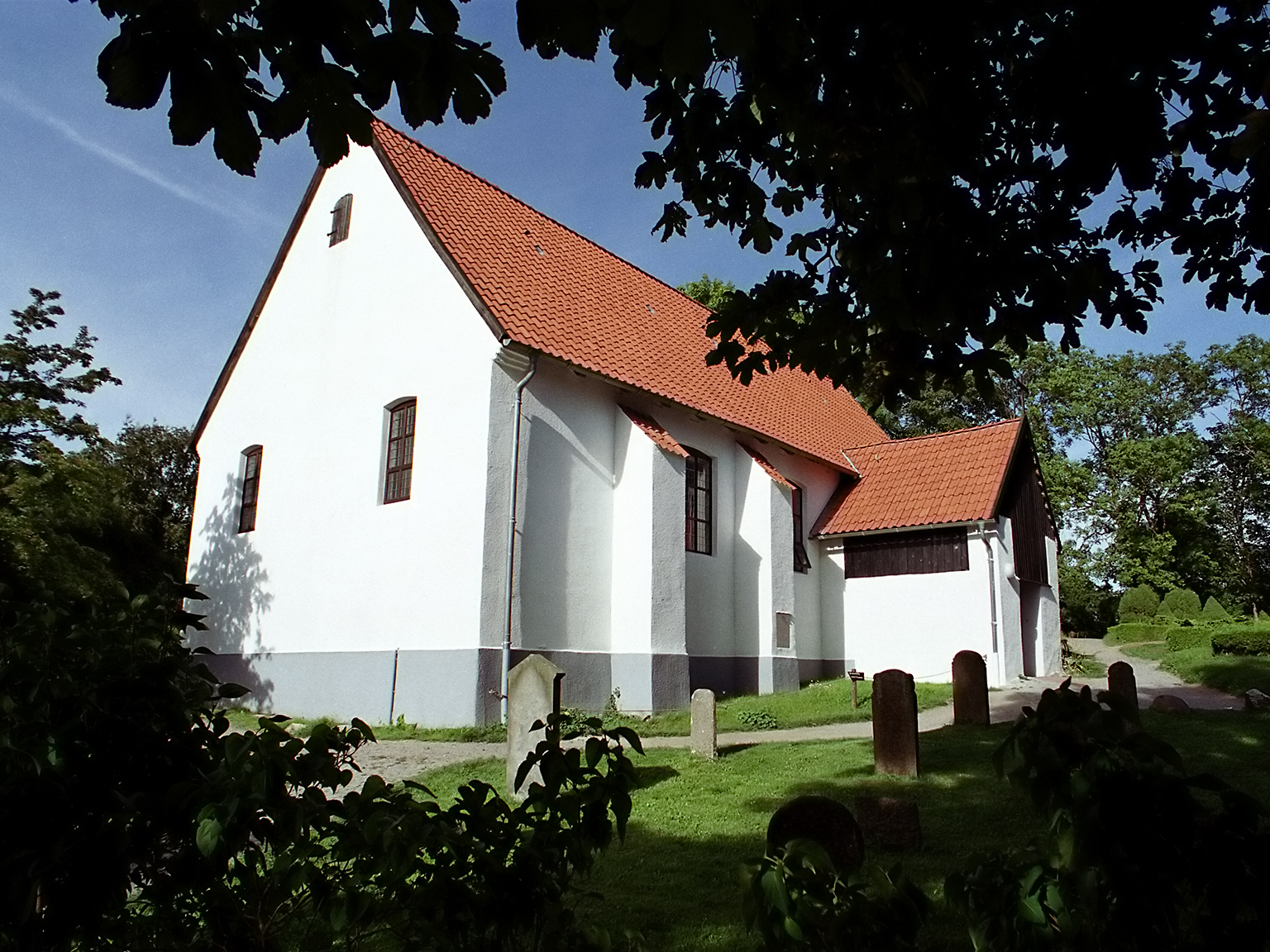
Kerk van Kloster (Inselkirche, 1332)
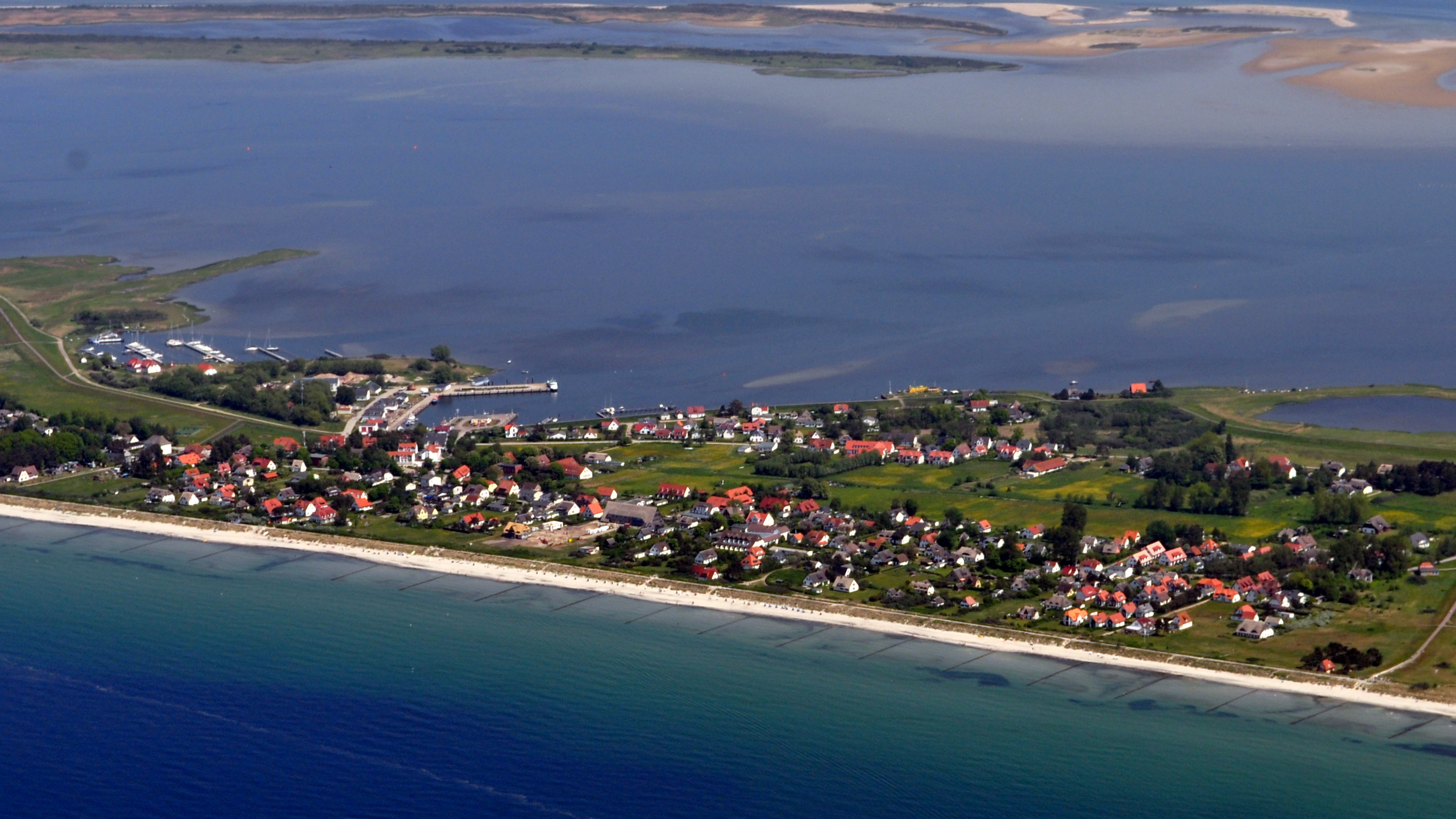
Vitte vanuit uit de lucht
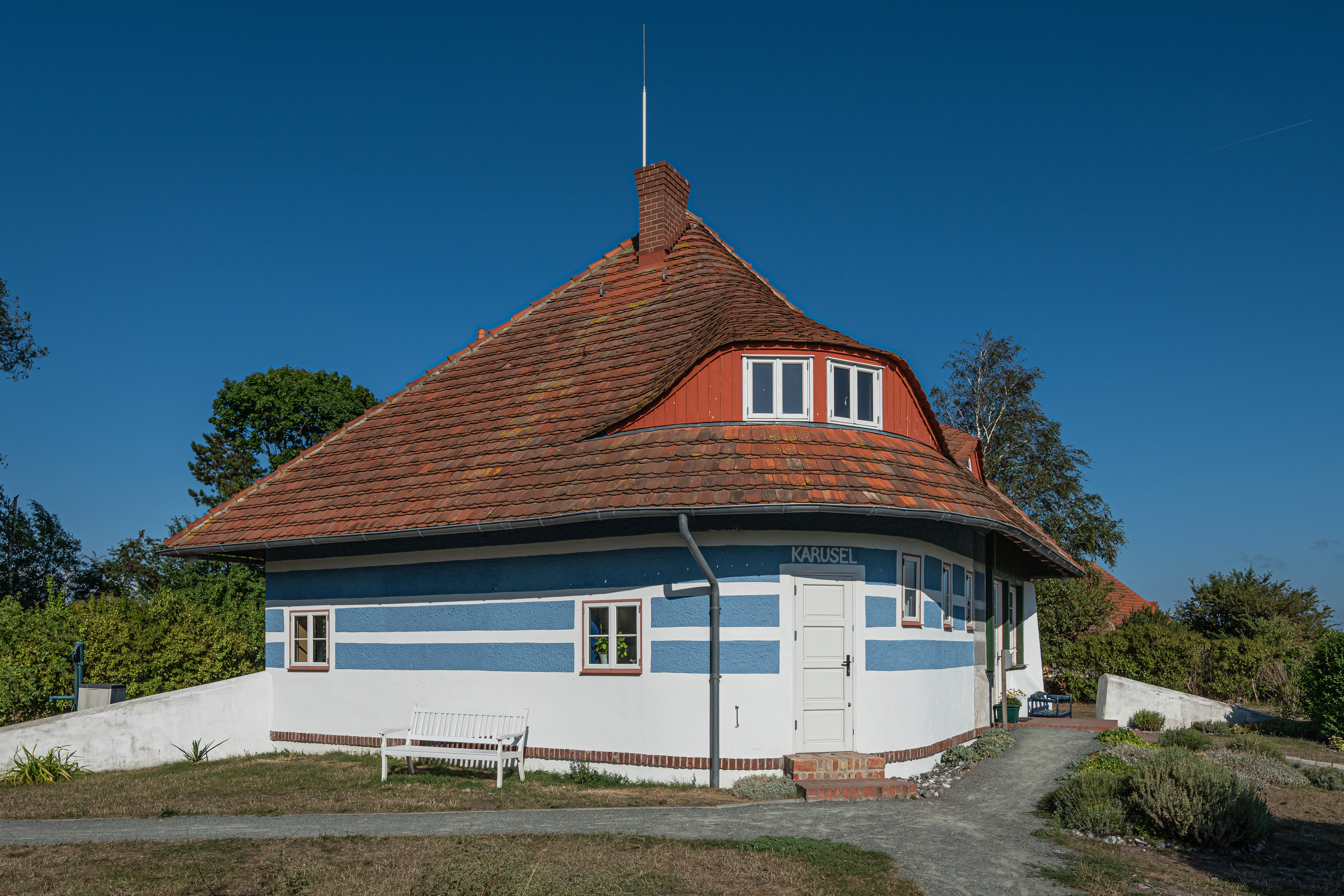
Huis Karusel van Asta Nielsen in Vitte
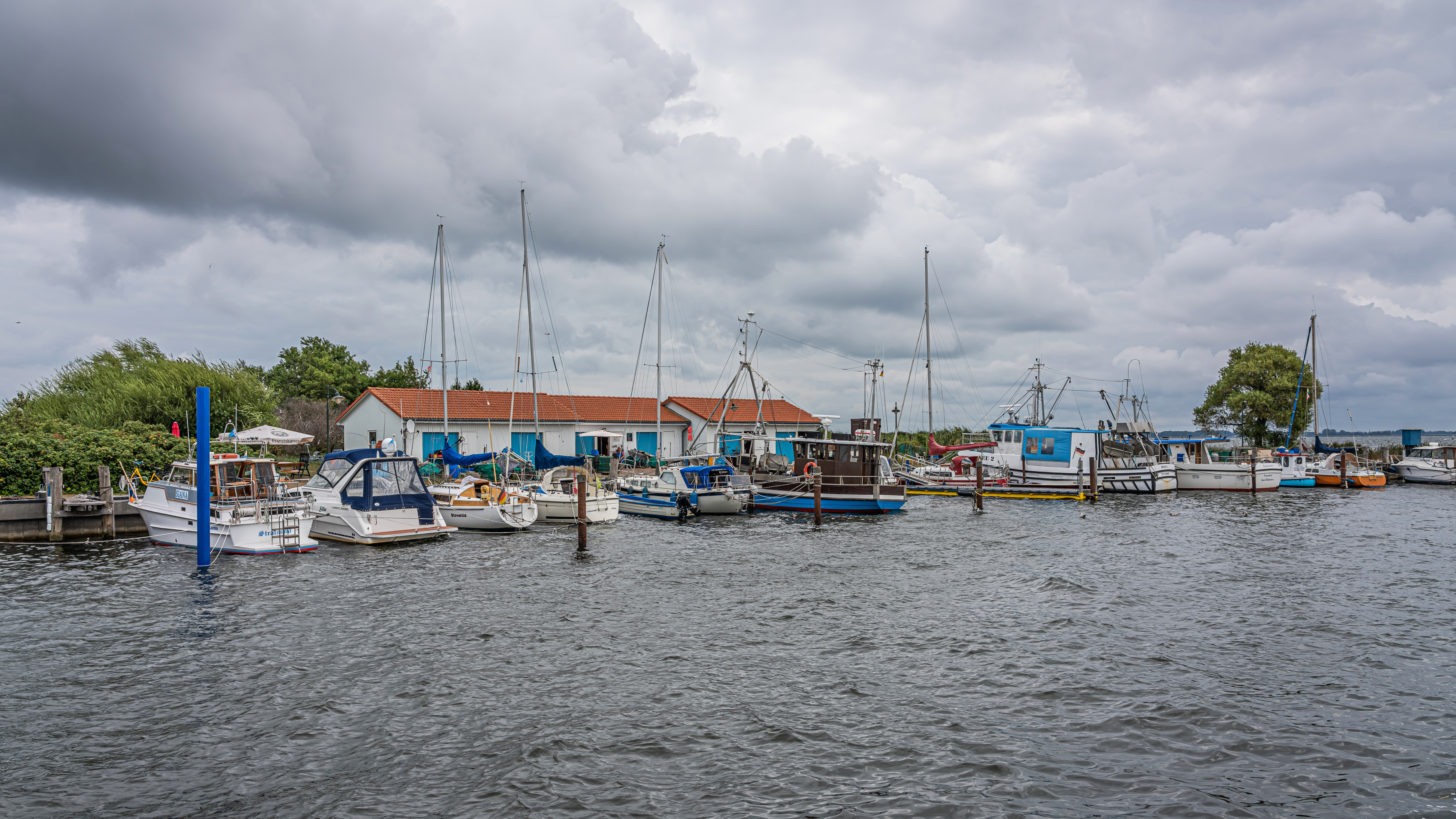
Haven van Neuendorf
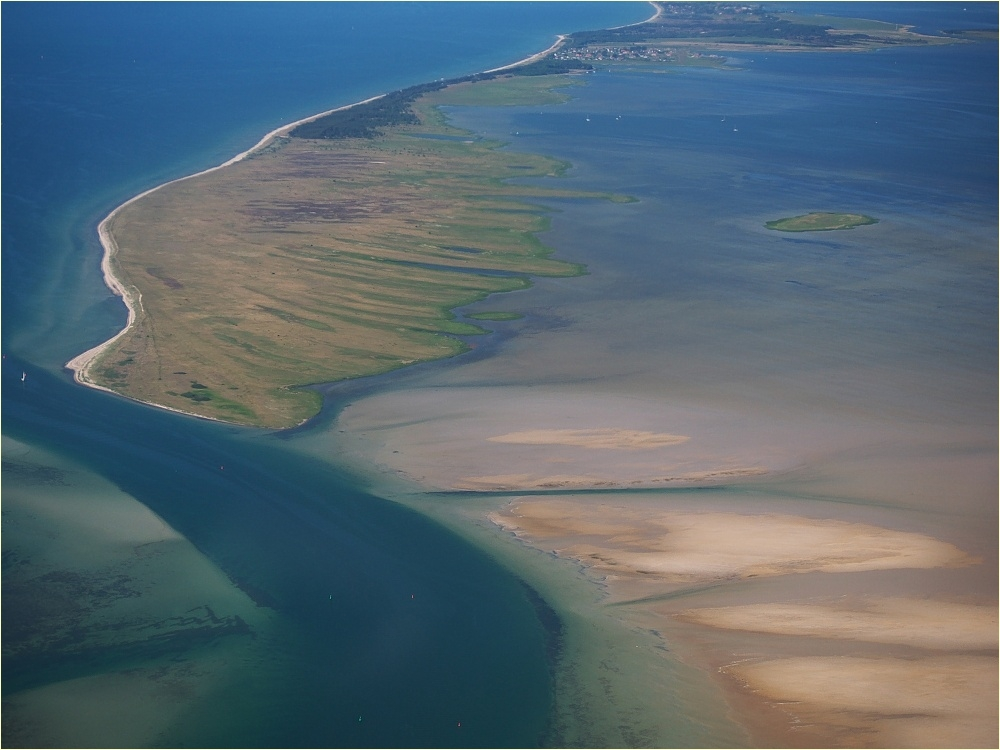
Gellen, de zuidpunt van het eiland
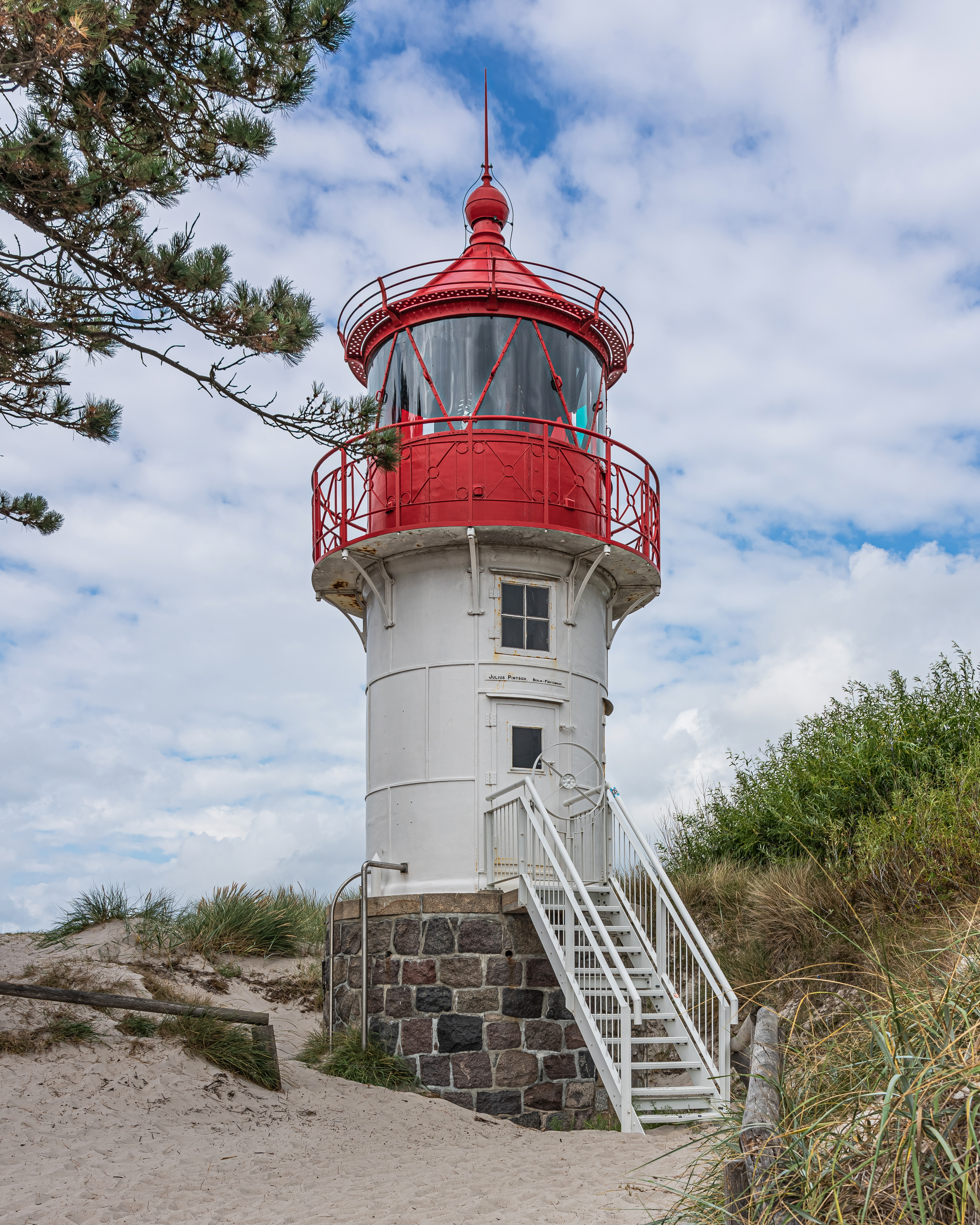
Vuurtorentje van Gellen
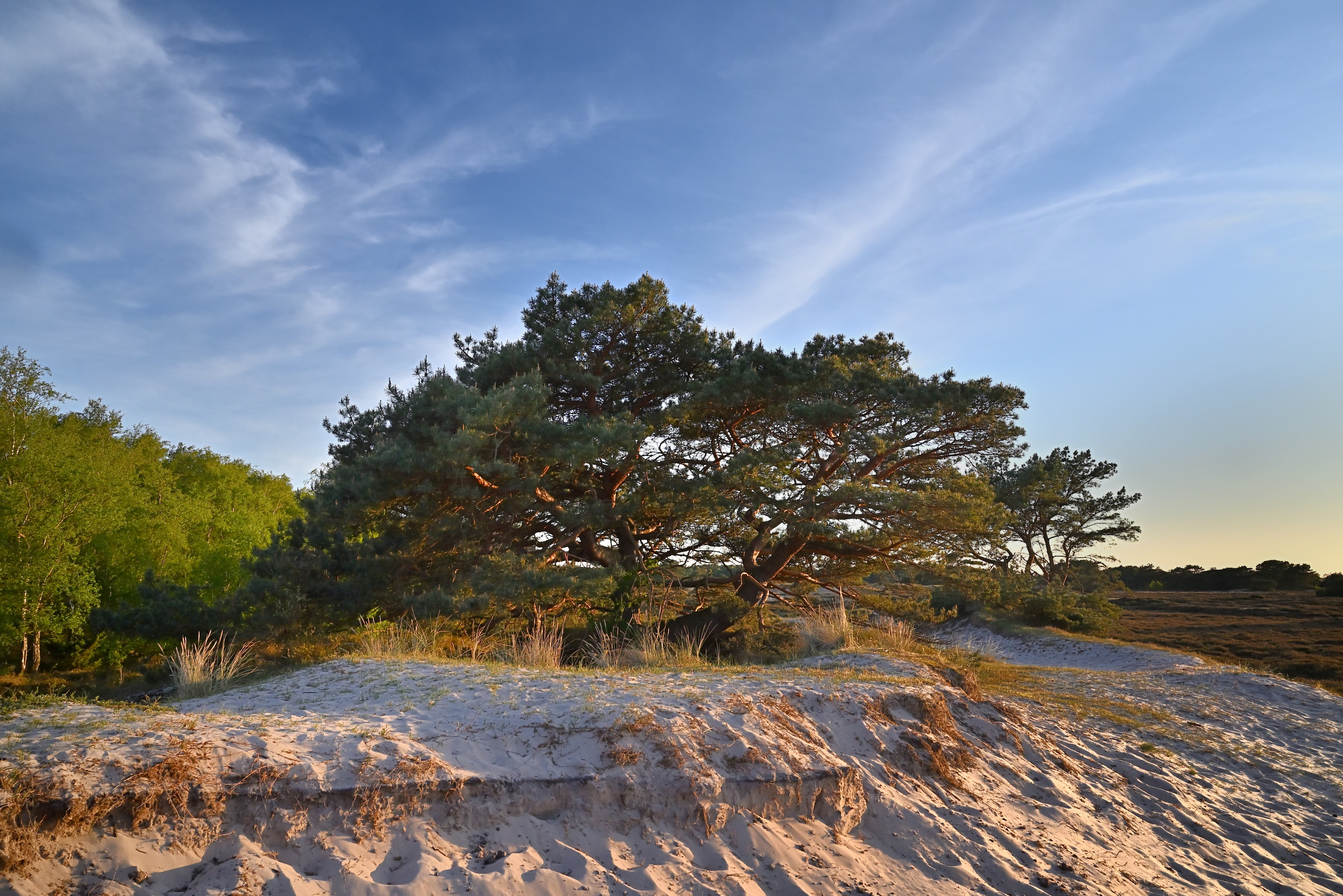
Natuurreservaat Dünenheide

## Hiddenseer Goldschmuck

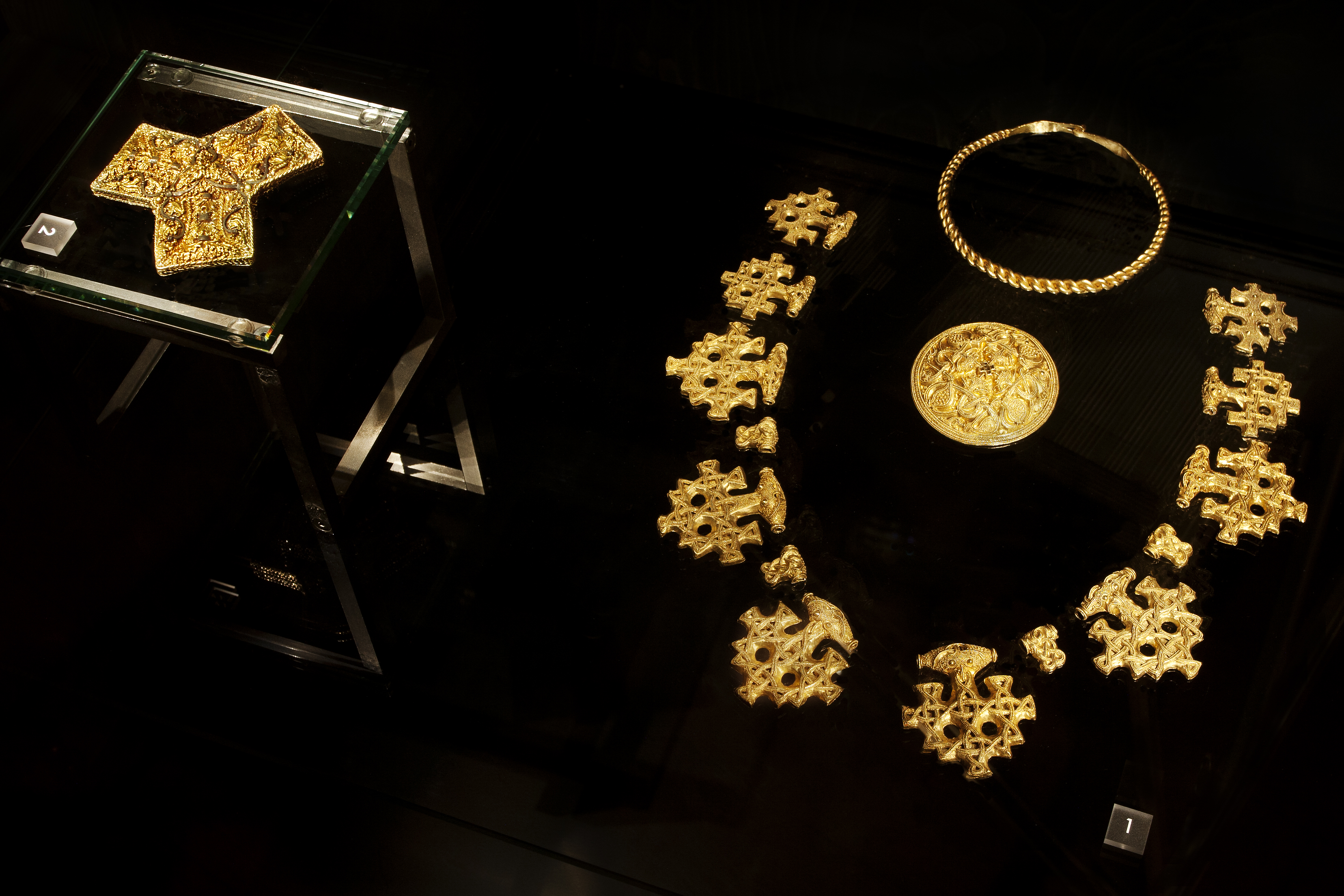
Hiddenseer Goldschmuck

Bij herstelwerkzaamheden na een overstroming in 1873 werd op Hiddensee een goudschat ontdekt, bestaande uit veertien hangers, een broche en een halsring. Met een gezamenlijk gewicht van 600 gram vormen zij de grootste ontdekking van gouden sieraden uit de Vikingtijd in Duitsland. Ze dateren uit de 10e eeuw na Christus en zijn versierd met zowel heidense als christelijke symbolen. Er is geopperd dat zij afkomstig zijn van de familie van koning Harald I van Denemarken. Jarenlang waren replica's van de schat te bezichtigen in het cultuurhistorisch museum in Stralsund, terwijl de originelen, die een verzekeringswaarde van 70 miljoen euro vertegenwoordigen, achter slot en grendel bleven. In de 21e eeuw maakten de originelen een rondreis langs diverse Europese musea en sinds eind 2015 zijn ze in het grondig verbouwde Museum Stralsund te bezichtigen. Het Heimatmuseum Hiddensee in Kloster kreeg de replica's.

## Kunstenaars

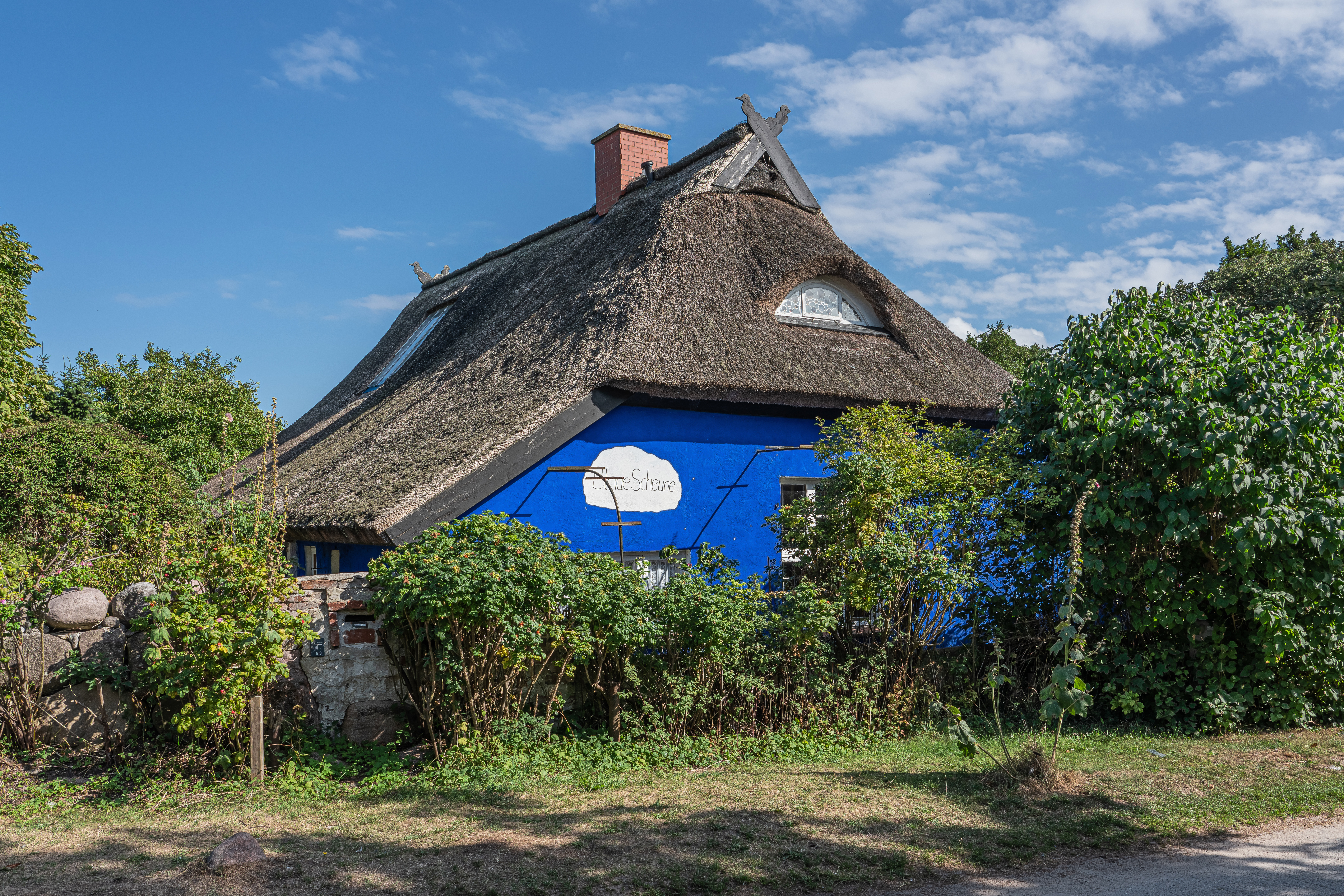
Het huis Die Blaue Scheune in Vitte, inmiddels met schoorsteen

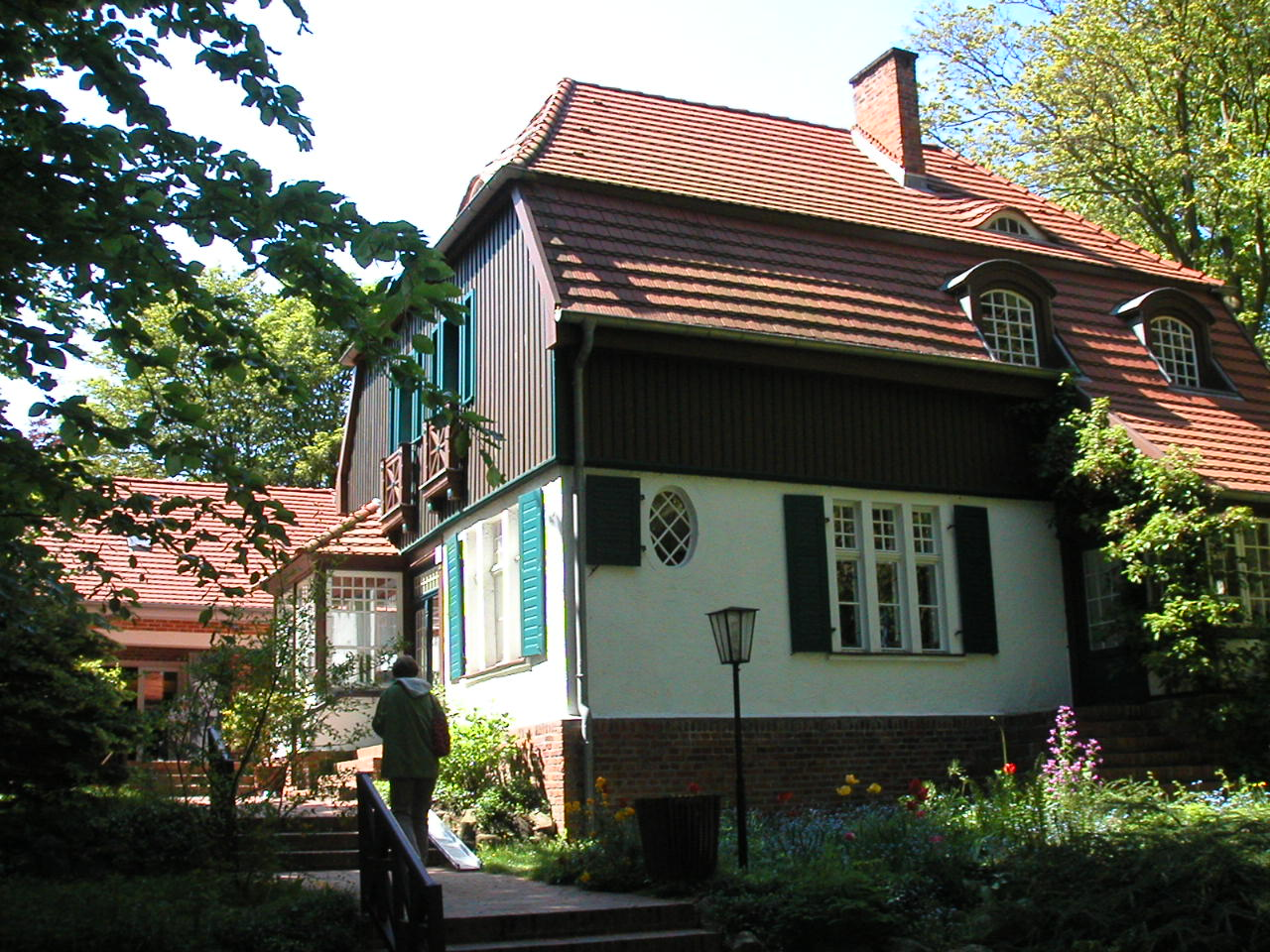
Gerhart-Hauptmann-Haus in Kloster

- Het eiland Hiddensee had vanaf het begin van de 20e eeuw de reputatie van een kunstenaarskolonie, waar vele kunstenaars uit allerlei disciplines de zomermaanden doorbrachten en hun indrukken vastlegden in hun werk. Tot de beroemde personen die gedurende langere tijd op Hiddensee verbleven behoorden Albert Einstein, schrijver Hans Fallada, acteur Otto Gebühr, schilders Walter Gramatté, Erich Heckel en Oskar Kruse, beeldhouwster Käthe Kollwitz en de Deense actrice Asta Nielsen.
- In het "Rauchhaus" Die blaue Scheune in Vitte, nu kunstgalerie, kwam van 1919 tot 1933 de "Hiddensoer Künstlerinnenbund" samen, waarvan Henni Lehmann, Elisabeth Andrae, Clara Arnheim, Katharina Bamberg, Elisabeth Büchsel, Käthe Loewenthal, Dorothea Stroschein en Julie Wolfthorn lid waren.
- Op het eiland ligt de Duitse auteur Gerhart Hauptmann, winnaar van de Nobelprijs voor Literatuur 1912, begraven. Hij stierf in 1946 in zijn geboortestreek Silezië, maar mocht als Duitser niet begraven worden in die inmiddels tot de communistische Republiek Polen behorende streek. Daarom werd hij op de begraafplaats van Kloster bijgezet, waar ook Walter Felsenstein en Gret Palucca begraven zijn. Hauptmanns vakantiewoning Seedorn in Kloster, die hij in 1929 kocht, is ingericht als museum (het Gerhart-Hauptmann-Haus).
- In de tijd van de DDR was Hiddensee een verzamelpunt van kunstenaars en intellectuelen die hier een toevlucht zochten, onder wie operaregisseur Harry Kupfer en acteur Armin Mueller-Stahl. Hoewel de Stasi ook hier actief was, heerste er een relatief vrijgevochten klimaat. Oost-Duitsers die de DDR wilden ontvluchten, kwamen naar Hiddensee in de (vaak vergeefse) hoop het als springplank te kunnen gebruiken voor de doortocht naar West-Duitsland of Scandinavië.
- De met de Deutscher Buchpreis bekroonde roman Kruso uit 2014 van Lutz Seiler speelt zich af op Hiddensee en beschrijft de situatie in de nadagen van de DDR, eindigend met de grote veranderingen als gevolg van Die Wende in 1989. De auteur heeft ernaar gestreefd de fictieve verhaallijn te verwerken in een zo getrouw mogelijke weergave van de feitelijke realiteit op het eiland.

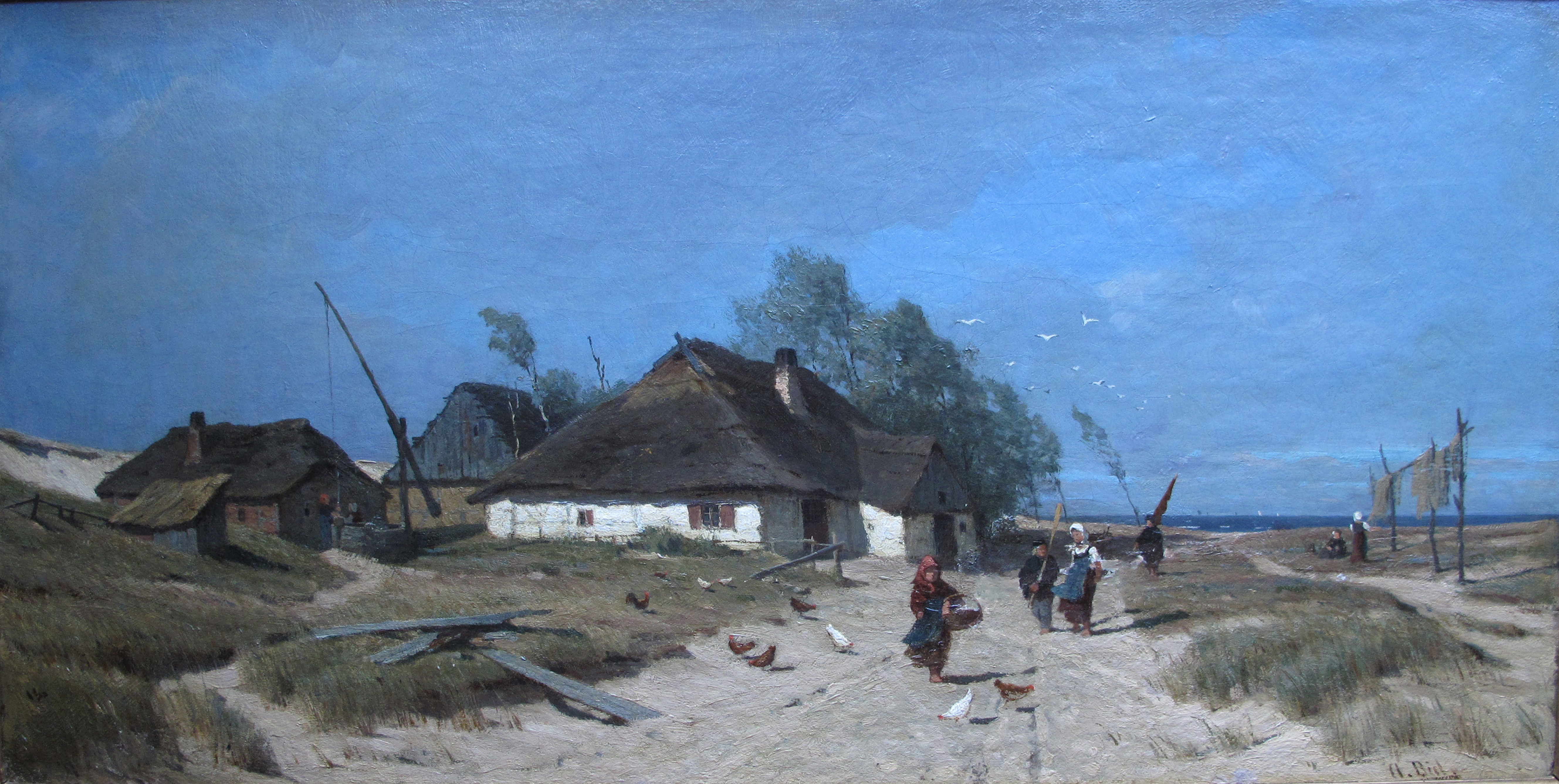
Auf Hiddensee door Antonie Biel (1864)
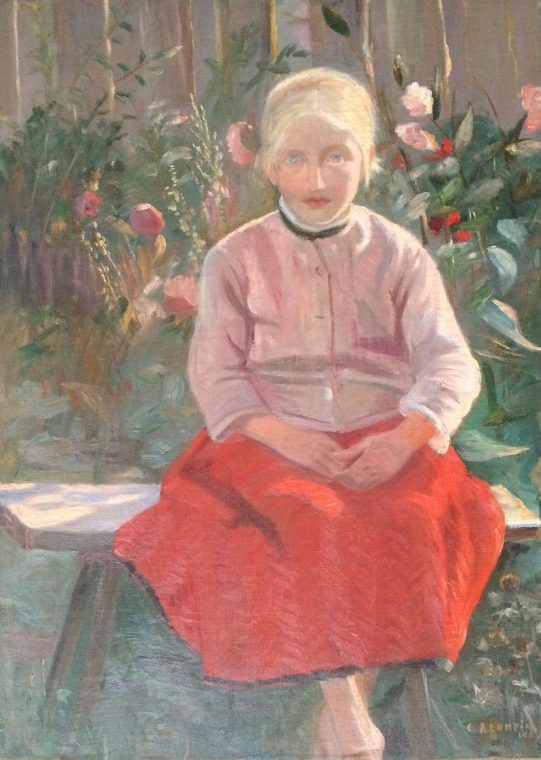
Visserskind in Neuendorf door Clara Arnheim (1906)
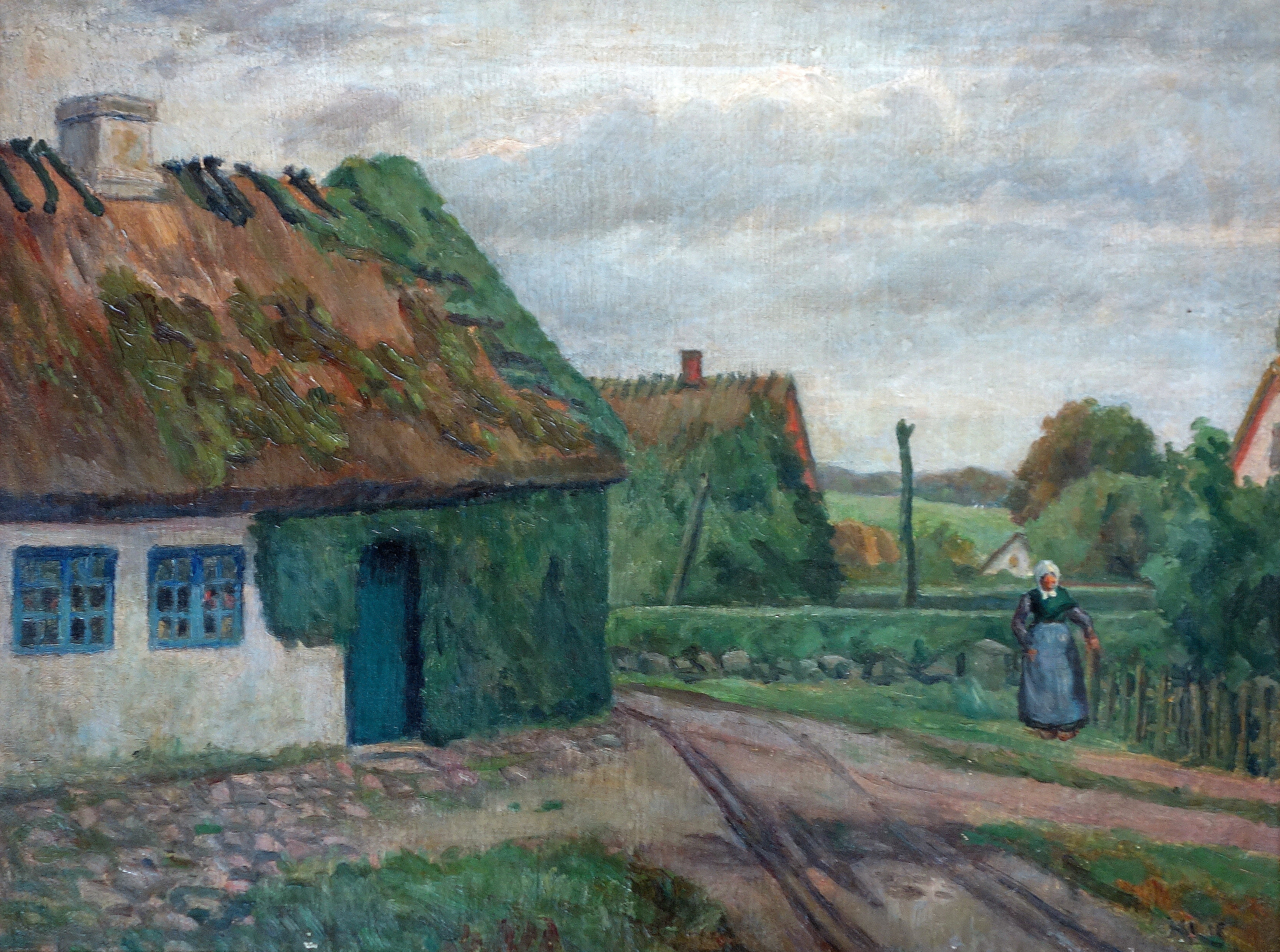
Boerin op straat in Kloster door Henni Lehmann (1918)
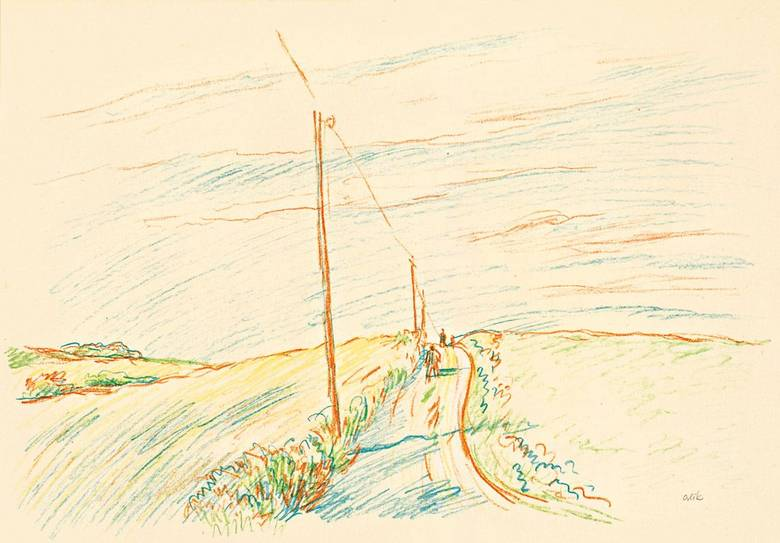
Herinneringen aan Hiddensee door Emil Orlík (1919)
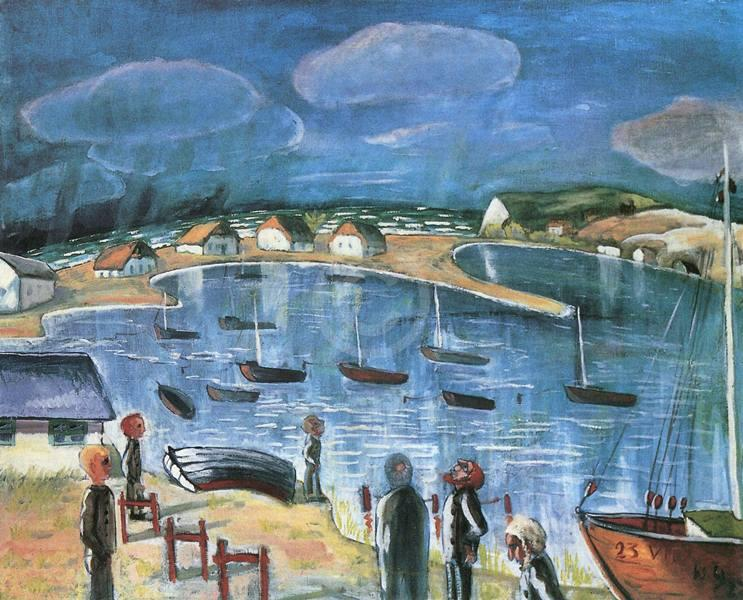
Hiddensoe door Walter Gramatté (1922)
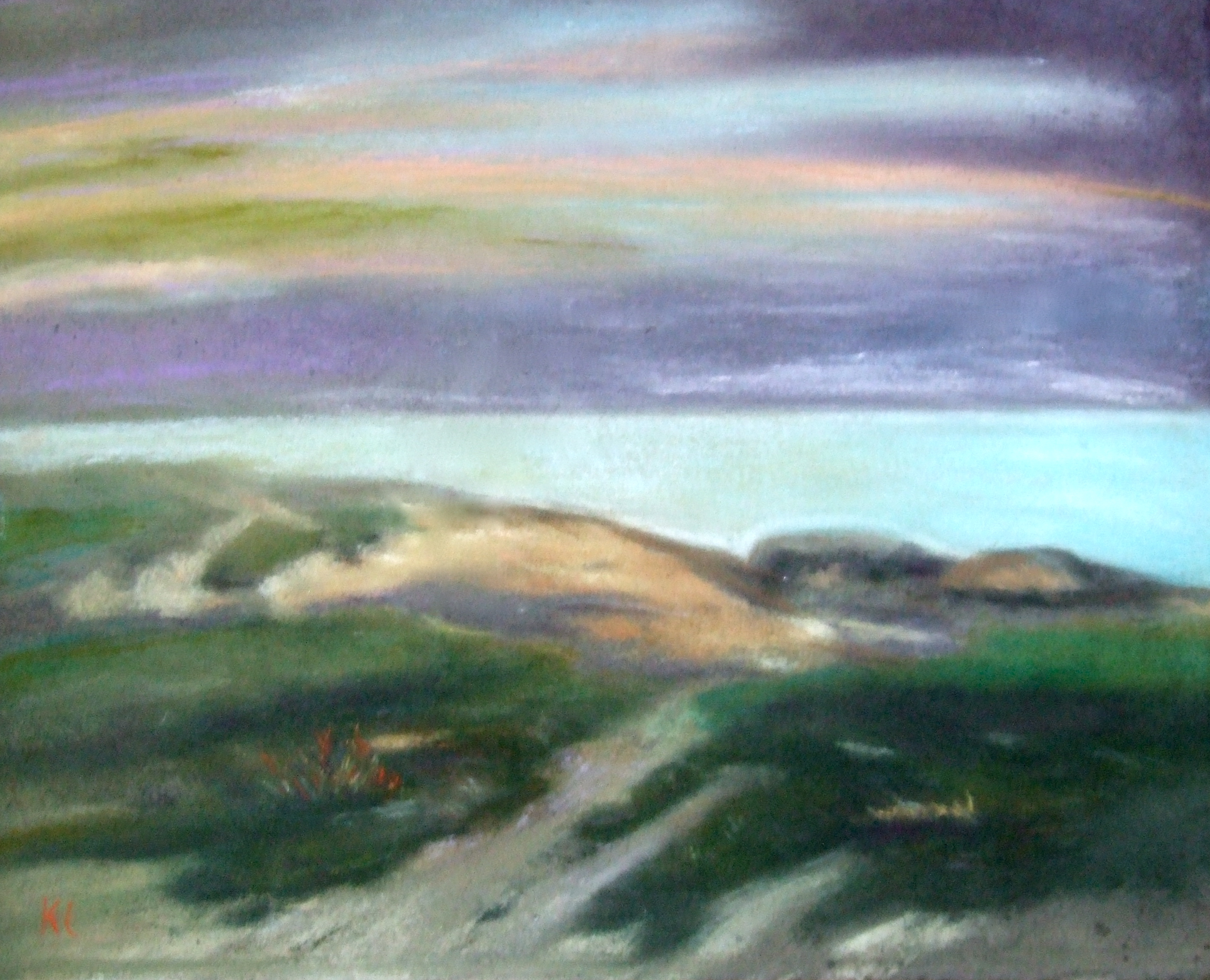
Duinenheide bij Vitte door Käthe Loewenthal (1930)
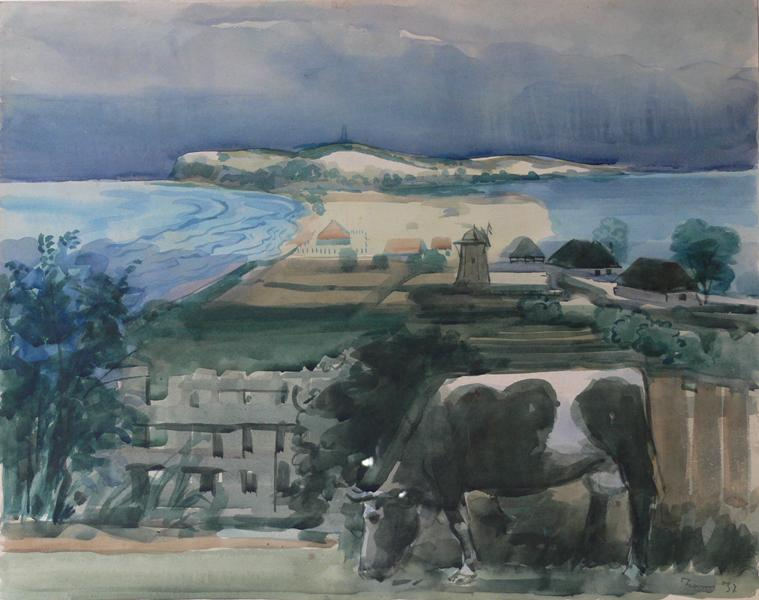
Hiddensee, aquarel door Ernst Thoms (1937)

## Websites
- Amt West-Rügen
- Willkommen in der Gemeinde Seebad Insel Hiddensee. gearchiveerd
- Willkommen auf Hiddensee! gearchiveerd
- Heimatmuseum Hiddensee

Ahrenshagen-Daskow ·
Ahrenshoop ·
Altefähr ·
Altenkirchen ·
Altenpleen ·
Baabe ·
Bad Sülze ·
Barth ·
Bergen auf Rügen ·
Binz ·
Born auf dem Darß ·
Breege ·
Buschvitz ·
Dettmannsdorf ·
Deyelsdorf ·
Dierhagen ·
Divitz-Spoldershagen ·
Dranske ·
Drechow ·
Dreschvitz ·
Eixen ·
Elmenhorst ·
Franzburg ·
Fuhlendorf ·
Garz/Rügen ·
Gingst ·
Glewitz ·
Glowe ·
Grammendorf ·
Gransebieth ·
Gremersdorf-Buchholz ·
Grimmen ·
Groß Kordshagen ·
Groß Mohrdorf ·
Gustow ·
Göhren ·
Insel Hiddensee ·
Hugoldsdorf ·
Jakobsdorf ·
Karnin ·
Kenz-Küstrow ·
Klausdorf ·
Kluis ·
Kramerhof ·
Kummerow ·
Lancken-Granitz ·
Lietzow ·
Lindholz ·
Lohme ·
Löbnitz ·
Lüdershagen ·
Lüssow ·
Marlow ·
Millienhagen-Oebelitz ·
Mönchgut ·
Neu Bartelshagen ·
Neuenkirchen ·
Niepars ·
Pantelitz ·
Papenhagen ·
Parchtitz ·
Patzig ·
Poseritz ·
Preetz ·
Prerow ·
Prohn ·
Pruchten ·
Putbus ·
Putgarten ·
Ralswiek ·
Rambin ·
Rappin ·
Ribnitz-Damgarten ·
Richtenberg ·
Saal ·
Sagard ·
Samtens ·
Sassnitz ·
Schaprode ·
Schlemmin ·
Sehlen ·
Sellin ·
Semlow ·
Splietsdorf ·
Steinhagen ·
Stralsund ·
Sundhagen ·
Süderholz ·
Trent ·
Tribsees ·
Trinwillershagen ·
Ummanz ·
Velgast ·
Weitenhagen ·
Wendisch Baggendorf ·
Wendorf ·
Wieck auf dem Darß ·
Wiek ·
Wittenhagen ·
Wustrow ·
Zarrendorf ·
Zingst ·
Zirkow